# Многофункциональное здание
Многофункциональное здание (англ. multifunctional building) — один из перспективных видов архитектурных объектов в современной городской застройке. Их строительство сегодня быстро и динамично развиваются, являясь востребованным объектом инвестиций, стимулируя при этом развитие новых технологий, инженерно-технических решений и архитектурно-планировочных приемов.
В 2014г. в РФ впервые был разработан свод правил - СП 160.1325800.2014 "Здания и комплексы многофункциональные. Правила проектирования", выполненный ОАО "ЦНИИЭП жилых и общественных зданий (ЦНИИЭП жилища)". Руководитель работы - канд. арх-ры, проф. А.А.Магай, ответственный исполнитель - канд. арх-ры, доцент Н.В.Дубынин; исполнитель - канд. техн. наук, проф. В.С.Беляев.
Документ утвержден Приказом Министерства строительства и жилищно-коммунального хозяйства Российской Федерации от 7 августа 2014 г. N 440/пр и введен в действие с 1 сентября 2014 г.
Согласно официальной формулировке данного документа рассматриваемым зданиям даны следующие определения:
- многофункциональное здание: Здание, включающее в свой состав два и более функционально-планировочных компонента, взаимосвязанные друг с другом с помощью планировочных приемов;
- многофункциональный комплекс: Комплекс, включающий два и более здания различного функционального назначения (в том числе многофункциональные), взаимосвязанные друг с другом с помощью планировочных приемов.
Типологическими примерами подобных многофункциональных объектов могут служить:
- Парк-Плейс на Ленинском проспекте в Москве (арх. Я.Б.Белопольский, Л.В.Вавакин, Н.Лютомский, Ю.Эрдемир и др.);
- Центр международной торговли на Краснопресненской набережной в Москве (арх. М.В.Посохин, В.С.Кубасов, П.И.Скокан и др.);
- Многофункциональный комплекс Danilov Plaza на Новоданиловской набережной в Москве (арх. С.Э.Чобан и др.)
и т.п.
В последнее время часто многофункциональными проектируются "Высотные здания", что позволяет повысить их эффективность и инвестиционную привлекательность.
Учитывая большое количество вопросов в области обеспечения пожарной безопасности многофункциональных зданий в 2017г. планируется разработка "Пособия по проектированию мероприятий по обеспечению пожарной безопасности многофункциональных зданий".